# Desa Mulyasari (administrativ by i Indonesien, Jawa Barat, lat -6,36, long 107,79)
Desa Mulyasari är en administrativ by i Indonesien.   Den ligger i provinsen Jawa Barat, i den västra delen av landet, 110 km öster om huvudstaden Jakarta.